# Râul Popa
Râul Popa este un curs de apă, afluent al râului Maghernița. 

## Hărți
- Harta Parcului Vânători-Neamț